# Parc Nou (Olot)
El Parc Nou d'Olot (Garrotxa) està catalogat com a Bé Cultural d'Interès Local.

## Història
Procedeix d'una deixa disposada a favor de l'hospital de Sant Jaume per la senyora Sabina Sureda l'any 1932. L'any 1940, l'hospital vengué la finca a l'ajuntament, qui tenia pensat destinar-la a parc públic. A tal efecte, el 1942 es redactà un avantprojecte, que es transformà definitivament en parc municipal el 1943.

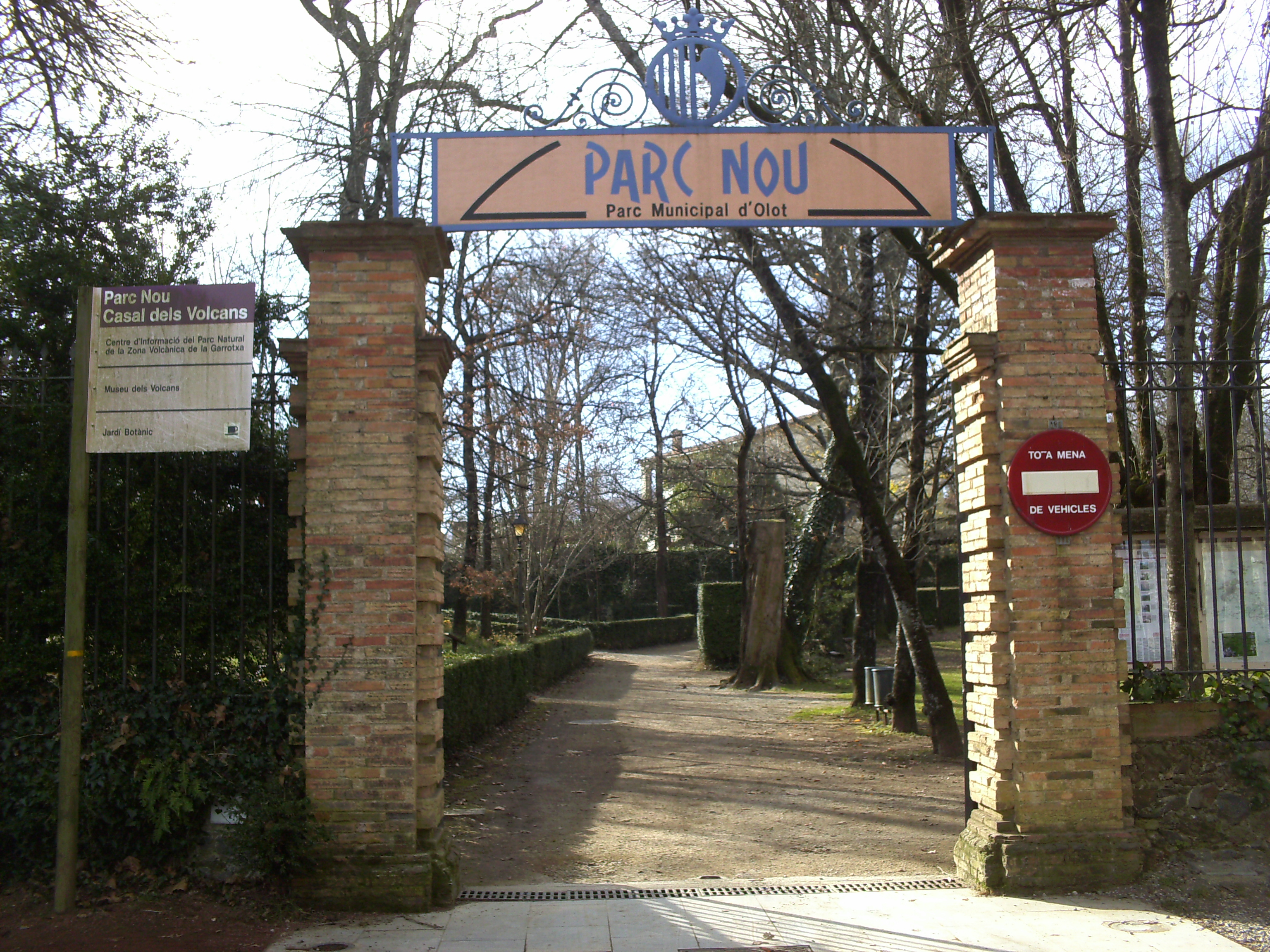
entrada del parc

## Descripció
Conserva valuosos reductes de roure pènol i una gran diversitat d'espècies vegetals al bosc caducifoli mixt. També s'hi troben prats naturals, prats molls, estanyols que fan del conjunt un extraordinari jardí botànic que mostra la vegetació natural olotina.
Al mig del parc es troba la Torre Castanys, que allotjava el Museu dels Volcans.